# 40-mm-Granatwerferpatrone

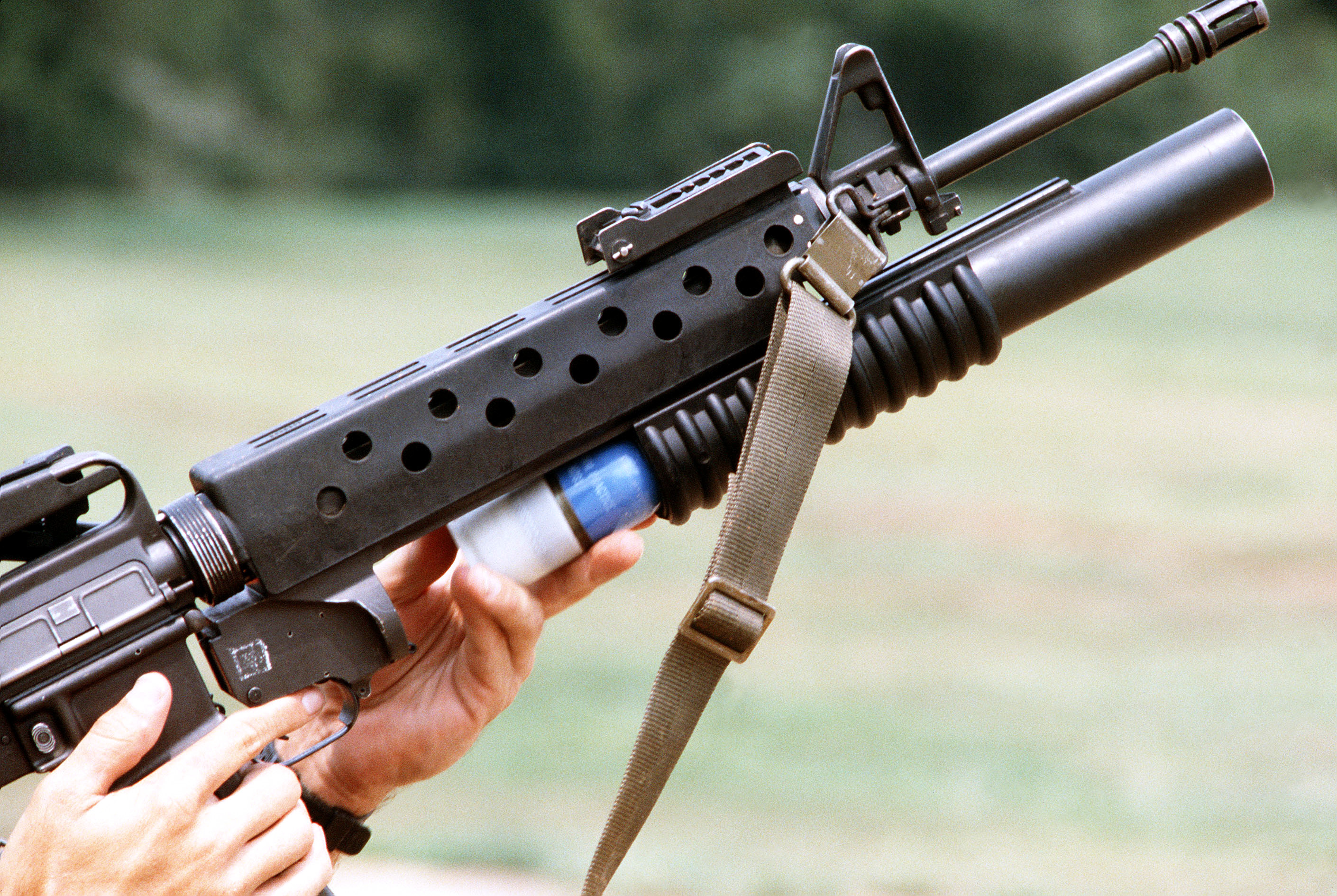
40-mm-Granate wird in M203-Granatwerfer geladen

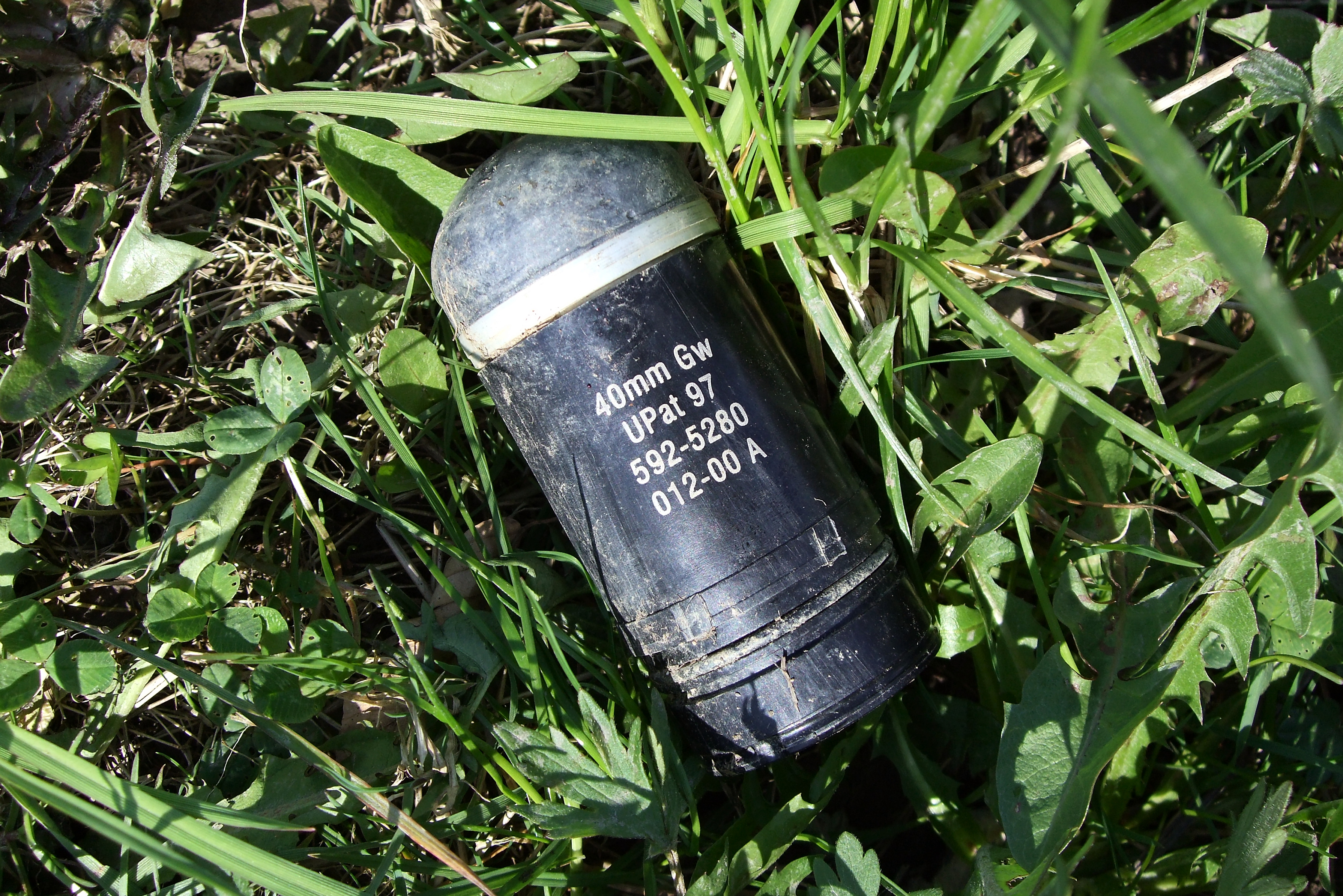
Übungspatrone (nicht explosiv)

Als 40-mm-Granatwerferpatronen werden Granatpatronen im Kaliber 40 × 46 mm HR und 40 × 53 mm HR bezeichnet, die aus leichten Granatwerfern verschossen werden können. Umgangssprachlich wird auch von 40-mm-Granaten gesprochen, obwohl die eigentliche Granate nur der Teil der Munition ist, der verschossen wird, während die komplette Munition aus Granate und Kartusche (Patronenhülse) besteht.

## Geschichte
Die 40-mm-Granatwerferpatrone im Kaliber 40 × 46 mm HR wurde Anfang der 1950er-Jahre vom Picatinny Arsenal, einer Forschungseinrichtung der US Army in New Jersey, entwickelt.
Sie sollte es der Infanterie ermöglichen, Gegner in Deckungen und leicht gepanzerten Fahrzeugen auch außerhalb der maximalen Wurfweite von Handgranaten (etwa 40 bis 50 m) selbständig zu bekämpfen, ohne auf die Unterstützung anderer Waffen, etwa leichter Mörser, angewiesen zu sein.
Der erste Werfer für diese Munition war der 1960 eingeführte M79, der äußerlich einer einschüssigen Schrotflinte mit Kipplauf ähnelte. Er wurde im Vietnamkrieg verwendet und bewährte sich gut, hatte allerdings den Nachteil, dass sein Träger als Gewehrschütze ausfiel und zur Selbstverteidigung eine separate Waffe mitführen musste.
Spätere Granatgeräte wie der M203 wurden daher ohne eigene Schäftung so entworfen, dass sie unter die Läufe von Sturmgewehren montiert und von dort abgefeuert werden können. Wegen der durch die geringe Mündungsgeschwindigkeit stark gekrümmten Geschossbahn ist ebenfalls ein mechanisches oder optisches Zusatzvisier nötig.
Später wurde die Granatwerferpatrone zur 40 × 53 mm HV (High Velocity) weiterentwickelt, die etwas größer und schwerer ist und aus vollautomatischen Waffen verschossen werden kann. So konnten Infanteriestellungen und leichte Fahrzeuge mit großer Feuerkraft ausgerüstet werden. Der Warschauer Pakt führte hierzu als Gegenstück den automatischen Granatwerfer AGS-17 Plamja im Kaliber 30 mm ein.
Derzeit laufen internationale Projekte zur Einführung einer 40-mm-MV-Granate (Medium Velocity) mit optimierten Eigenschaften gegenüber der 40-mm-LV-(Low-Velocity)-Munition.

## Typen
Es sind drei verschiedene Typen zu unterscheiden, die jeweils mit verschiedenen Projektilen bestückt werden können.
| Bezeichnung                | Kaliber       | {\displaystyle v_{0}} (m/s) | Gesamtlänge (mm) | Gesamtgewicht (g) | max. Reichweite (m) |                                                                      |
| -------------------------- | ------------- | --------------------------- | ---------------- | ----------------- | ------------------- | -------------------------------------------------------------------- |
| 40 mm LV (Low Velocity)    | 40 × 46 mm HR | ca. 75                      | 82               | 180–200           |                     | zum Abschuss aus von der Schulter abzufeuernden Waffen               |
| 40 mm MV (Medium Velocity) | 40 × 46 mm HR | 120                         |                  | 270               | ca. 900             | zum Abschuss aus von der Schulter abzufeuernden automatischen Waffen |
| 40 mm HV (High Velocity)   | 40 × 53 mm HR | ca. 240                     | ca. 112          | 320–350           | ca. 2200            | zum Abschuss aus vollautomatischen Granatwaffen                      |

40-mm-LV-Granaten werden von etwa 25 Herstellern aus 18 Ländern hergestellt; HV-Granaten von rund 15 Herstellern aus 12 Ländern.

### Projektile

Verschiedene Granatarten 40 mm

Splittersprenggranate (HE frag – high explosive, fragmentation)
Beispiel: die amerikanische M406 High-Explosive Fragmentation Round.
Die Granate wird durch 32 Gramm Composition-B-Sprengstoff zerlegt und zerbricht in 250 bis 1500 Fragmente (über 120 mg). Gegen ungeschützte Personen wirkt sie über eine Fläche von rund 25 m² tödlich.
Panzersprenggranate (HEDP, AP – dual purpose, armor piercing)
Beispiel: M433 High-Explosive Dual-Purpose Grenade.
Die Granate wirkt mit einer Hohlladung von 45 Gramm Composition A5 (Hexogen mit 1,5 Prozent Wachs) gegen bis zu 50 mm starke Panzerplatten. Gleichzeitig wirkt sie durch die Fragmentierung auch gegen weiche Ziele.
Kartätsche (Canister)
enthält 107 Flechets
Roter Phosphor
Mit einer Ladung von 30 bis 35 g rotem Phosphor dient diese Munition dazu, Feuer zu entfachen und/oder Nebelwände zu bilden.
Farbiger Signalrauch (ground marker)
Den Rauch gibt es in verschiedenen Farben mit bis zu 40 Sekunden Brenndauer.
Farbige Signalfackeln (flares)
Gefechtsfeldbeleuchtung (illumination)
Tränen/-CS-Gas

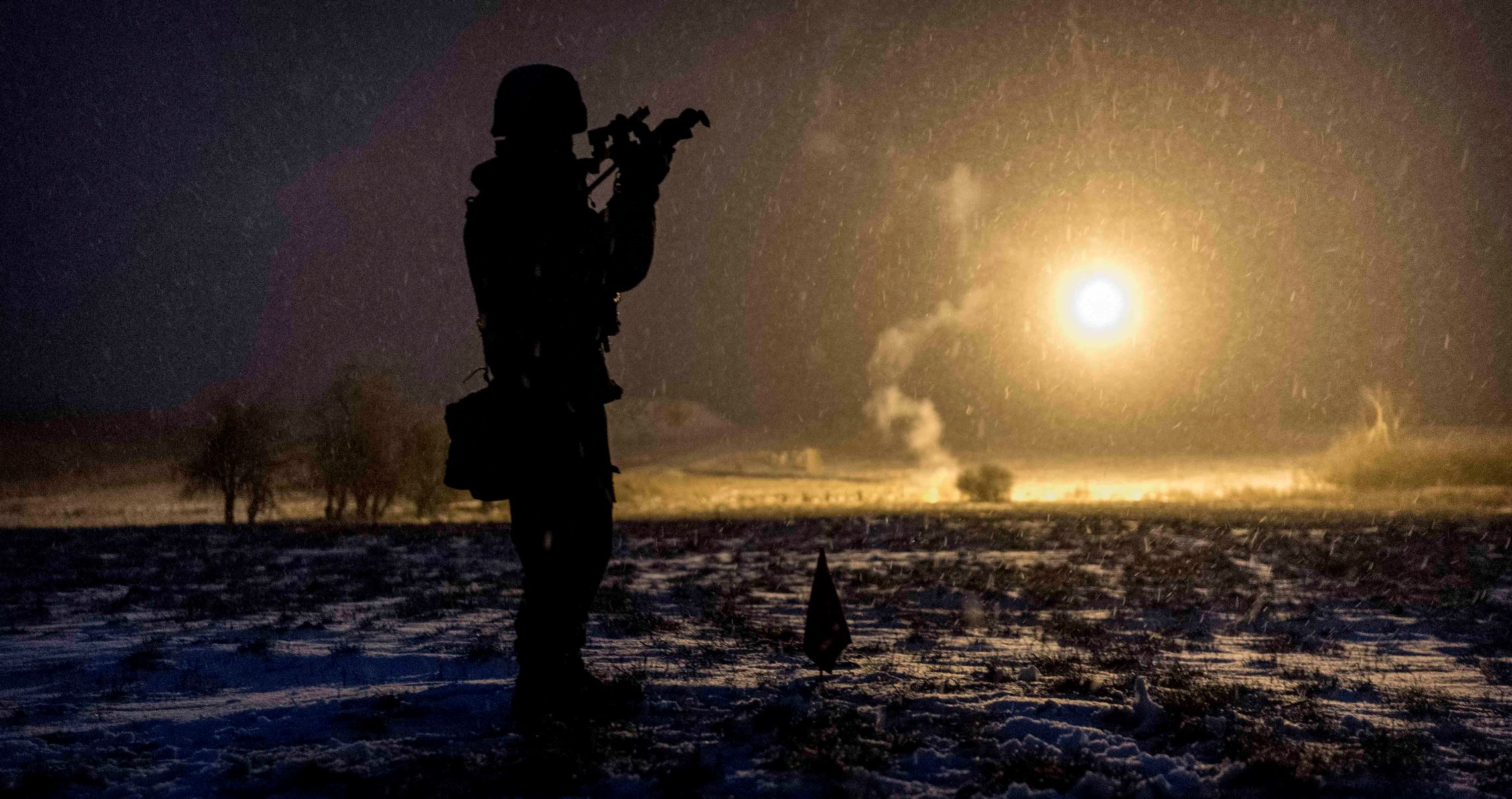
Gefechtsfeldbeleuchtung mit einem 40-mm-Granatgewehr

Gummigeschosse (crowd dispersal, baton)
Es werden etwa 75 g schwere Gummigeschosse abgefeuert.
Übungsmunition
Übungsmunition ist meist durch blaue Farbgebung gekennzeichnet. Diese Granaten enthalten keinen Sprengsatz. Es gibt sie auch als Leuchtspurmunition. Auch Flash-&-Bang-Granaten werden zur wirklichkeitsgetreuen Übung mit Blitz- und Knalleffekten eingesetzt.
Die in der Bundeswehr verwendeten Typen sind aus der Liste von Bundeswehrmunition ersichtlich.

## Einsatzzweck
Wie schon aus der Entwicklungsgeschichte hervorgeht, soll die 40-mm-Granatwerferpatrone es dem Infanteristen ermöglichen, über größere Entfernungen Gegner mit Granaten zu bekämpfen, ohne sich dabei zu sehr exponieren zu müssen.
Im heutigen Kampfgeschehen finden 90 Prozent aller Infanteriekämpfe auf Entfernungen unter 400 m statt. Während eine Handgranate nur eine begrenzte Reichweite von maximal 50 m erreicht und dabei in der Handhabung gefährlich ist, sind reaktive Panzerbüchsen, Mörser und leichte Geschütze nicht so flexibel zu handhaben und auch nicht so schnell in Stellung zu bringen wie ein tragbarer Granatwerfer.
Gleichzeitig bietet die 40-mm-Granatwerferpatrone aber auch noch weitere Vorzüge. Auch auf maximale Entfernung verliert sie im Gegensatz zu einer Gewehrpatrone keine Wirkenergie. Es muss nicht genau oder gar mehrmals getroffen werden, um einen Gegner kampfunfähig zu machen. Es können Gegner hinter Deckungen bekämpft oder mehrere Gegner gleichzeitig kampfunfähig gemacht werden. Fahrzeuge oder Räume in Gebäuden sind mit einem Schuss zu neutralisieren. Die Vorzüge des M203-Granatgeräts werden zum Beispiel von der schwedischen Armee mit den Worten „simpel, verlässlich, leicht“ beschrieben.
Im polizeilichen Bereich dienen CS-Gas-Granaten und Gummigeschosse dazu, Demonstranten zur Räumung von Straßen und Plätzen zu bringen. Hierbei sollen die Demonstranten nicht getötet werden. Oft werden sie eingesetzt, wenn Großgeräte (Wasserwerfer) nicht eingesetzt werden können.

### Low Velocity
Gerade bei der 40-mm-LV-Munition gibt es aber auch Nachteile. So ist mit Einzelschusswaffen keine höhere Kadenz als sechs Schuss pro Minute zu erreichen. Die hierfür verwendeten Waffen wie M203 oder HK69A1 bieten kein Nachtzielgerät. Außerdem weist die ballistische Kurve bei 250 m Zielentfernung eine Scheitelhöhe entsprechend fast 20 m Höhendifferenz auf, wodurch die Trefferwahrscheinlichkeit herabgesetzt wird. Durch die langsame Fluggeschwindigkeit haben Gegner theoretisch sogar die Chance, sich vor dem Einschlag aus dem Zielgebiet zu entfernen (rund 4 Sekunden Flugzeit bei 250 m Entfernung).

### High Velocity
Die größere 40-mm-HV-Granate ist schneller und bietet eine gestrecktere Flugbahn. Als Munition für vollautomatische Waffen ist sie aber im Hinblick auf einen stärkeren Abschussimpuls entwickelt worden, um die Waffenfunktion (Hülsenauswurf, Nachladen) sicherzustellen. Damit wäre sie in Handwaffen nicht mehr zu beherrschen. In Waffen wie dem HK GMW bietet sie aber – auf eine Lafette montiert – Infanteriestellungen, Fahrzeugen und Patrouillenbooten zusätzliche Feuerkraft.

### Medium Velocity
Die neue 40-mm-MV-Munition soll zu den 40-mm-LV-Granaten kompatibel sein und aus Granatgeräten mit Magazin (fünf bis sechs Schuss) abgeschossen werden, die zusammen mit einer PDW (Personal Defence Weapon) im Kaliber 5,7 × 28 mm in einem Gehäuse untergebracht sind. Dadurch wird der Infanteriegruppe mehr Feuerkraft zur Verfügung gestellt und gleichzeitig Gewicht gespart. Das Granatgerät soll als Primärwaffe dienen. Die PDW nur zur Bekämpfung von Gegnern auf nächste Distanz, also wenn der Abschuss einer Granate die eigene Truppe gefährden würde oder aufgrund der kurzen Entfernung nicht möglich ist. Diese SSW (Squad Support Weapon) genannten Waffen, wie beispielsweise die SSW40 von Rheinmetall, wie auch die MV-Granaten, werden voraussichtlich noch im Jahr 2025 auf den Markt kommen. Durch eine gestreckte Flugbahn der Granate und neue Visiereinrichtungen soll die Treffergenauigkeit – auch bei Nacht – erhöht werden. Es soll durch Wahlschalter an der Waffe sogar möglich sein, zwischen Aufschlagzündung und Zündung über dem Ziel zu wählen. Diese Wahlmöglichkeit ist bei manchen HV-Granaten schon vorhanden.

## Funktionsweise
Bei den 40-mm-Granatwerferpatronen wird das sogenannte „Hochdruck-Niederdrucksystem“ verwendet, das bereits im Zweiten Weltkrieg von Rheinmetall für die Panzerabwehrwaffe 8-cm-Panzerabwehrwerfer (PAW) 600 entwickelt wurde. Es beruht darauf, die Treibladung in einer besonders dickwandigen Kammer innerhalb der Granatkartusche unterzubringen, wo sie nach der Zündung unter hohem Druck (über 2400 Bar) effizient verbrennen kann. Nach dem Brechen von Sollbruchstellen strömen die Pulvergase über eine Anzahl enger Kanäle aus dieser Kammer. Dabei verringert sich ihr Druck deutlich auf etwa 200 Bar, bleibt aber längere Zeit auf diesem Niveau durch das verzögerte Ausströmen. Sie treiben die Granate mit einer Geschwindigkeit von etwa 75 bis 80 m/s aus dem Lauf. Der verhältnismäßig niedrige und gleichbleibende Druckverlauf außerhalb der Kartuschkammer reduziert die Belastung, der Granate und Waffe widerstehen müssen.
Dadurch kann der Granatwerfer selbst, wie auch die restliche Kartusche, relativ leicht gebaut werden, und der Rückstoß bleibt beherrschbar. Allerdings wird die effektive Reichweite der Granate durch die geschwindigkeitsbedingt geringe Treffgenauigkeit eingeschränkt: auf etwa 150 m bei Punktzielen oder 350 m bei Flächenzielen.
Die in Maschinengranatwerfern verwendete Munition weist bei gleichem Kaliber eine längere Kartusche mit einer wesentlich stärkeren Treibladung auf (40 × 53 mm), die Mündungsgeschwindigkeiten von 210–240 m/s erzeugt. Deshalb darf sie nicht in den manuellen Abschussgeräten verwendet werden.

## Waffen für 40-mm-Granaten

### Handwaffen
- HK AG36
- HK69
- GL 5040/5140
- M203 (Granatwerfer)
- HK M320 (Granatwerfer)
- M79 (Granatwerfer)
- Milkor-MGL-Granatwerfer

### Maschinenwaffen
- 40-mm-Maschinengranatwerfer Mk 19
- Mk 47 Striker
- HK GMW